# 伊拉索拉區
伊拉索拉區（西班牙語：Distrito de Irázola），是秘魯的一個區，位於該國東部烏卡亞利大區的帕德雷阿巴德省，始建於1982年6月1日，面積2,006.98平方公里，海拔高度212米，2005年人口16,192，人口密度每平方公里8.1人。